# Спата (род)
Спата (Шпата) (алб. Shpata, греч. Σπάτα, Σπάτας) — албанский знатный род, существовавший в XIV-XVI веках, первоначально как вассалы Венецианской республики, затем как вассалы Османской империи. Родоначальниками рода Спата были братья Гин Буа Шпата и Сгур Буа Шпата.

## История
Возможно, что название «Spata» происходит от латинского и греческого spatha, означающего «длинный меч», который встречается в албанском языке как shpatë, означающий «меч».
В первой половине XIV века наёмники, рейдеры и мигранты, известные по-гречески как αλβανοί (Albanoi или «албанцы», а также валахи), хлынули в Грецию (в частности, набеги на Фессалию в 1325 и 1334 годах) . В 1358 году албанцы и валахи захватили области Эпира, Акарнании и Этолии, где основали два княжества под их предводительством, Гин Буа Спата и Петер Лоша. Навпакт (Лепанто) был позднее взят в 1378 году. Семья Спата часто сотрудничала с турками-османами и видела в них своих защитников.
Хотя немецкий историк Карл Хопф представил генеалогию семьи Спата, она считается современной наукой «совершенно неточной».
- Гин Буа Шпата (1310—1399), признанный правителем в Эпире и Этолии Симеоном Урошем в 1359—1360 годах[6].
  - Ирина Буа Шпата, вышла замуж в 1396 году за Исава де Буондельмонти, деспота Янины (1385—1411)[5]
  - дочь, муж — Гьон Зенебиши (? — 1418), деспот Гирокастры
  - неизвестно
    - Мурик Буа Шпата (? — 1415), деспот Арты (1401—1415)
    - Якуп Буа Шпата (? — 1416), деспот Арты (1415—1416)
- Сгур Буа Шпата (? — 1403), деспот Арты (1399), Ангелокастрона и Лепанто (1399—1403)
  - Паул Буа Шпата, деспот Ангелокастрона и Лепанто (1403—1406), османский вассал.

Семья Спата не была родственницей (кровными родственниками) более поздней албанской семьи Буа.